# 魯獻公
魯獻公，即姬具，為西周时期諸侯國魯國君主之一，是魯國第七任君主。他為魯厲公的弟弟，承襲魯厲公擔任該國君主，在位32年。

## 家庭
父親
- 魯魏公姬沸

兄弟
- 魯厲公姬擢

兒子
- 魯真公姬濞
- 魯武公姬敖